# Paranthura involuta
Paranthura involuta är en kräftdjursart som beskrevs av Thomas Whitelegge 1901. Paranthura involuta ingår i släktet Paranthura och familjen Paranthuridae. Inga underarter finns listade i Catalogue of Life.